# Chiang Mai Lufthavn
Chiang Mai Internationale Lufthavn (IATA: CNX, ICAO: VTCC) er en international lufthavn der ligger placeret ved Chiang Mai i Thailand. I 2010 ankom 3.178.941 passagerer til lufthavnen, hvilket gør den til landets tredje travleste efter Suvarnabhumi Lufthavn og Phuket Lufthavn.